# Michel Gershwin

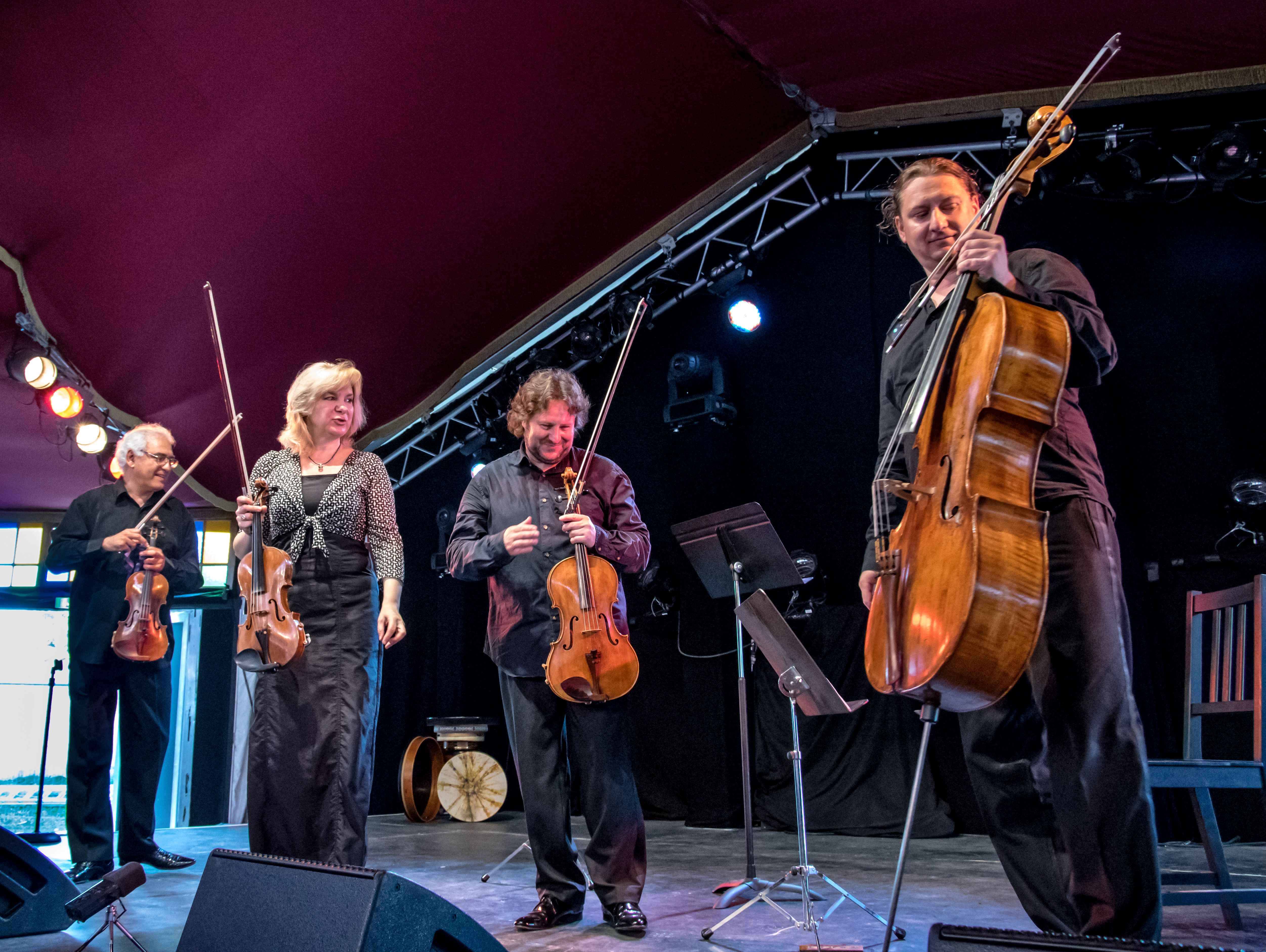
Michel Gershwin (links) mit seinen Musikern aus dem Gershwin-Quartett (Jahr 2016)

Michel Gershwin, russisch Мишель Гершвин (geboren in den 1970er Jahren in Minsk) ist ein belarussischer Violinist, der zusammen mit der ukrainischen Pianistin Anna Victoria Tyshayeva ein Konzertduo bildet. Die beiden treten seit Jahren auf vielen internationalen Bühnen auf und haben sowohl als Duo als auch als Solisten renommierte Preise gewonnen. Außerdem ist Gershwin Hochschullehrer sowie Leiter und Primarius des Gershwin-Quartetts.

## Leben
Michel Gershwin wurde als Sohn des Konzertmeisters Gershwin des Belarussischen Staatsorchesters Minsk geboren. Bereits frühzeitig kam er dadurch mit Musik in Kontakt und erhielt mit drei Jahren seinen ersten Geigenunterricht.
Nach Abschluss seiner schulischen Ausbildung trat er in das Moskauer Konservatorium ein und studierte hier Musik.
Bereits seit frühester Jugend beschäftigt sich Gershwin mit Klezmer-Musik und spielt sie auch mit anderen Musikern vor großem Publikum.
Im Jahr 1988 wurde Gershwin Erster Preisträger beim All-Unions David-Oistrach-Violin-Wettbewerb in Moskau (dieser Wettbewerb wird regelmäßig weitergeführt; nach der Auflösung der Sowjetunion, seit 2005 ist es die Moscow International David Oistrakh Violin Competition).
Nach seinem Studium wurde Gershwin Konzertmeister am 1990 gegründeten St. Petersburger Kammerorchester, dem er auch weiterhin angehört, anschließend arbeitete er für das Orchester der Nationaloper von Lyon (Opéra National de Lyon). Im Jahr 1990 begründete Gershwin auch das Gershwin-Quartett. Das Quartett besteht aus Michel Gershwin, Nathalia Raithel (Violinistin), Juri Gilbo (Bratschist) und dem Cellisten Dmitrij Gornowskij. Mit seinen Musikern gastierte er mehrfach erfolgreich in Europa, in den USA, in Südamerika und in Asien.
Ende des 20. Jahrhunderts wurde Gershwin Konzertmeister des Philharmonischen Orchesters der Oper Frankfurt am Main. Außerdem ist er Mitglied des Streichsextetts Sextuor a cordes Opus 62.
Michel Gershwin tritt bzw. trat gern zusammen mit weltbekannten Musikern wie Nigel Kennedy, Anna Maria Kaufmann, Mikis Theodorakis, Mischa Maisky, Giora Feidman und Igor Oistrach auf. Er beteiligt sich vor allem als Solist oder mit seinem Quartett bei zahlreichen internationalen Festivals wie dem Schleswig-Holstein Musik Festival, dem Rheingau Musik Festival, den Festspielen Mecklenburg-Vorpommern, den Musikfestspielen Saar, den Schwetzinger SWR Festspielen, den Kammermusik-Welten im Vogtland, dem Festival Massenet St. Etienne, dem Izmir International Festival, dem Al Bustan Festival Beirut, dem Royal Mirage Festival Dubai oder dem Music Summer Saas-Fee.
Michel Gershwin lebt in Frankreich, in Paris. Hier, am Conservatoire National Supérieur de Musique wurde er zum Professor berufen und unterrichtet das Fach Violine.
Nach eigener Aussage sei er „ganz weitläufig mit dem berühmten Komponisten George Gershwin verwandt“, dessen Eltern aus Russland gebürtig waren.

## Zitat
„Es ist nicht wichtig, was wir spielen, sondern wie wir spielen – beseelt, mit Herz und Leidenschaft. Wenn wir für einen Moment die Titel der Musikstücke, die Zeit in der sie geschrieben wurden, die Namen der Komponisten vergessen, dann bleibt einzig die Musik, die wir mit unserem Publikum teilen – als eine Party der Seele.“

## Veröffentlichungen (Auswahl)
- CD: L'Europe musicale d'aujourd'hui. Michel Gershwin, Nicolas Bacri (Komponist), Luis De Pablo (Komponist) et al.
- Michel Gershwin, Diskografie.